# Aglaomelissa duckei
Aglaomelissa duckei (Friese, 1906) — вид пчёл, из трибы Ericrocidini семейства Apidae. Собирательные волоски образуют так называемую корзинку. 

## Распространение
Неотропика: Бразилия, Венесуэла, Гватемала, Колумбия, Коста-Рика, Панама, Тринидад и Тобаго.

## Классификация
Единственный вид рода Aglaomelissa Snelling & Brooks, 1985